# Giovanni Agnelli
Giovanni Agnelli sénior (Villar Perosa, 13 de agosto de 1866-Turín, 16 de diciembre de 1945) fue un empresario fundador de la casa empresarial Fiat y político italiano.

## Familia y primeros años
Era el único hijo de Edoardo Agnelli sénior (1831-1871) y de Aniceta Friscetti (1840-1920). Su padre era criador de gusanos de seda, un negocio que haría prosperar a la familia, como demuestra que en 1853 cuando compraron el caserón del siglo XVIII a los herederos del conde Piccone della Perosatio.
Inició sus estudios en el colegio San José y de ahí ingresó en la academia militar de Módena y en la escuela militar de Pinerolo, de donde salió como teniente de caballería en 1889, año en el que también se casa con Clara Boselli (1869-1946), hermana de un capitán de corbeta. Recién egresado de la academia, es destinado a Verona y Clara se marcha con él. Allí nacería su primera hija, Caterina Aniceta Agnelli (1889-1928).

## Vuelta a Villar Perosa
No obstante, ni la cómoda vida en Verona ni su rango de teniente, despertarán el interés de Giovanni, apasionado de la mecánica. En 1884 había visitado la Exposición Universal de Turín, donde conoció a Galileo Ferraris y pudo contemplar los mejores avances de la época.
Obstinado en su empeño decidió montar su propio laboratorio en el sótano bajo el palacio de Verona donde habitaba. Aquí trabajó e investigó el motor de explosión, hasta que el mismo laboratorio voló por los aires en una de las explosiones. Allí consolidó además su relación con el profesor Enrico Bernardi, ingeniero y pionero en el automovilismo italiano.
Junto a sus colegas, el teniente Gropello y el soldado Scotto, fabricaron una ametralladora y un paracaídas. Cierto día, Scotto trajo un viejo y destartalado motor Daimler, sin carburador. Pronto lo arreglaron y lo pusieron a trabajar hasta que el embrague saltó en pedazos y por poco mata a Scotto.
En 1892, año en que nace su segundo hijo, Edoardo (1892-1935) cuelga sus galones tras haber finalizado el servicio militar y regresa a casa, en Villar Perosa, decidido a dedicarse a la agricultura y su familia, modernizando su material agrícola para explotar las ya notables propiedades de las que disponía. En 1895, solo tres años después, es nombrado alcalde de Villar Perosa y durante su mandato, que fue ininterrumpido hasta el día de su muerte, corrió al cargo de los impuestos de los ciudadanos, como haría su nieto Gianni hasta 1980.

## Llegada a Turín
En 1896 aterriza en Turín, donde entra a trabajar como socio capital de Luigi Storero, en la Oficina Storero, una compañía de bicicletas. Así comenzó, por ejemplo la importación de triciclos Prunelle con motores De Dion-Buton o incluso participó en carreras sobre estas, consiguiendo alguna victoria. No obstante Giovanni no está de acuerdo con Storero y su socio francés Dion-Buton. Agnelli es partidario de crear una industria italiana propia, sin necesidad de depender de una empresa extranjera.
Pero sería a raíz de la Exposición Universal de París en 1889 cuando se decide a dar el gran salto. Giovanni, que desde su llegada a Turín se codeaba con la aristocracia local, se enteró un día que el conde Emanuele Carlo Cacherano di Bricherasio, buscaba socio para fundar una empresa automovilística. Así fue como el empresario le ofreció un negocio en el Caffé Burello que daría lugar a su hegemónico imperio.

## Nacimiento de FIAT y RIV
El 1 de julio de 1899 se funda la Sociedad Italiana para la Construcción y Comercialización de Automóviles en Turín. Diez días después, el 11 de julio, se firma el acta de fundación de la Fabbrica Italiana Automobili Torino (Fábrica Italiana de Automóviles de Turín: FIAT). Giovanni aparece en ella como Secretario del Consejo de Directores, mientras que el presidente es el abogado Ludovico Scarfiotti (padre del piloto homónimo).
La idea de bautizar a la empresa con las siglas FIAT corrió a cargo de Aristide Faccioli, ingeniero de la recién creada empresa y director técnico de la misma. Las desavenencias entre el secretario del consejo de administración, Agnelli, y el director técnico provocaron la dimisión del segundo el 18 de abril de 1901, siendo sustituido por su administrador delegado Giovanni Enrico Marchesi.
Cinco años más tarde, en 1906, crea junto al ingeniero de bicicletas Roberto Incerti la RIV (Roberto Incerti & C. Villar Perosa) para construir una industria de rodamiento de bolas.
Durante la época fascista, aprovechó su cercanía al régimen de Benito Mussolini para adquirir el diario La Stampa. Agnelli pondría en la dirección del periódico a destacadas personalidades del fascismo, como Curzio Malaparte o Augusto Turati.

## Cargos Políticos y Profesionales
- Alcalde de Villar Perosa (1905-1945)
- Consejero del Crédito italiano (1918-1945)
- Presidente de FIAT ( 23 de diciembre de 1920-4 de mayo de 1945)
- Senador del Reino de Italia (7 de junio de 1923-16 de diciembre de 1945)
- Consejero de la Sociedad Hidroeléctrica Piemonte SIP (14 de mayo de 1924-25 de junio de 1943)
- Presidente della Vetrococke (1924-1945)
- Consejero de la Sociedad telefónica interregional piamontesa y lombarda STIPEL (1 de julio de 1925-febrero de 1940)
- Presidente del Instituto financiero industrial IFI (27 de julio de 1927-4 de mayo de 1945)
- Consejero del astillero Cantieri riuniti dell'Adriatico

## Condecoraciones del Reino de Italia
- Caballero de la Orden de la Corona de Italia (8 de diciembre de 1898)
- Caballero del Trabajo (1907)
- Gran oficial de la Orden de la Corona de Italia (1 de febrero de 1920)
- Gran oficial de la Orden de los Santos Mauricio y Lázaro (6 de febrero de 1921)
- Caballero gran cruz de la Orden de la Corona de Italia (15 de diciembre de 1932)

## Árbol genealógico resumido de Giovanni Agnelli I
| Edoardo Agnelli I Aniscetta Friscetti | Giovanni Agnelli I Clara Boselli | Edoardo Agnelli II Virginia Bourbon | Umberto Agnelli Allegra Caracciolo     | Andrea Agnelli Emma Winter          | Giacomo Agnelli              |
| Edoardo Agnelli I Aniscetta Friscetti | Giovanni Agnelli I Clara Boselli | Edoardo Agnelli II Virginia Bourbon | Umberto Agnelli Allegra Caracciolo     |                                     |                              |
| Edoardo Agnelli I Aniscetta Friscetti | Giovanni Agnelli I Clara Boselli | Edoardo Agnelli II Virginia Bourbon | Umberto Agnelli Allegra Caracciolo     | Anna Agnelli                        |                              |
| Edoardo Agnelli I Aniscetta Friscetti | Giovanni Agnelli I Clara Boselli | Edoardo Agnelli II Virginia Bourbon |                                        |                                     |                              |
| Edoardo Agnelli I Aniscetta Friscetti | Giovanni Agnelli I Clara Boselli | Edoardo Agnelli II Virginia Bourbon | Giovanni Agnelli II Marella Caracciolo | Margheritta Agnelli Alain Elkann    | John Elkann Lavinia Borromeo |
| Edoardo Agnelli I Aniscetta Friscetti | Giovanni Agnelli I Clara Boselli | Edoardo Agnelli II Virginia Bourbon | Giovanni Agnelli II Marella Caracciolo |                                     |                              |
| Edoardo Agnelli I Aniscetta Friscetti | Giovanni Agnelli I Clara Boselli | Edoardo Agnelli II Virginia Bourbon | Giovanni Agnelli II Marella Caracciolo | Edoardo Agnelli III                 |                              |
| Edoardo Agnelli I Aniscetta Friscetti | Giovanni Agnelli I Clara Boselli | Edoardo Agnelli II Virginia Bourbon |                                        |                                     |                              |
| Edoardo Agnelli I Aniscetta Friscetti | Giovanni Agnelli I Clara Boselli | Edoardo Agnelli II Virginia Bourbon | Susanna Agnelli Urbano Rattazzi I      | Cristiano Rattazzi Sonia del Carril | Urbano Rattazzi II           |
| Edoardo Agnelli I Aniscetta Friscetti | Giovanni Agnelli I Clara Boselli |                                     |                                        |                                     |                              |
| Edoardo Agnelli I Aniscetta Friscetti | Giovanni Agnelli I Clara Boselli | Caterina Aniceta Agnelli Carlo Nasi |                                        |                                     |                              |